# 伊魯亞

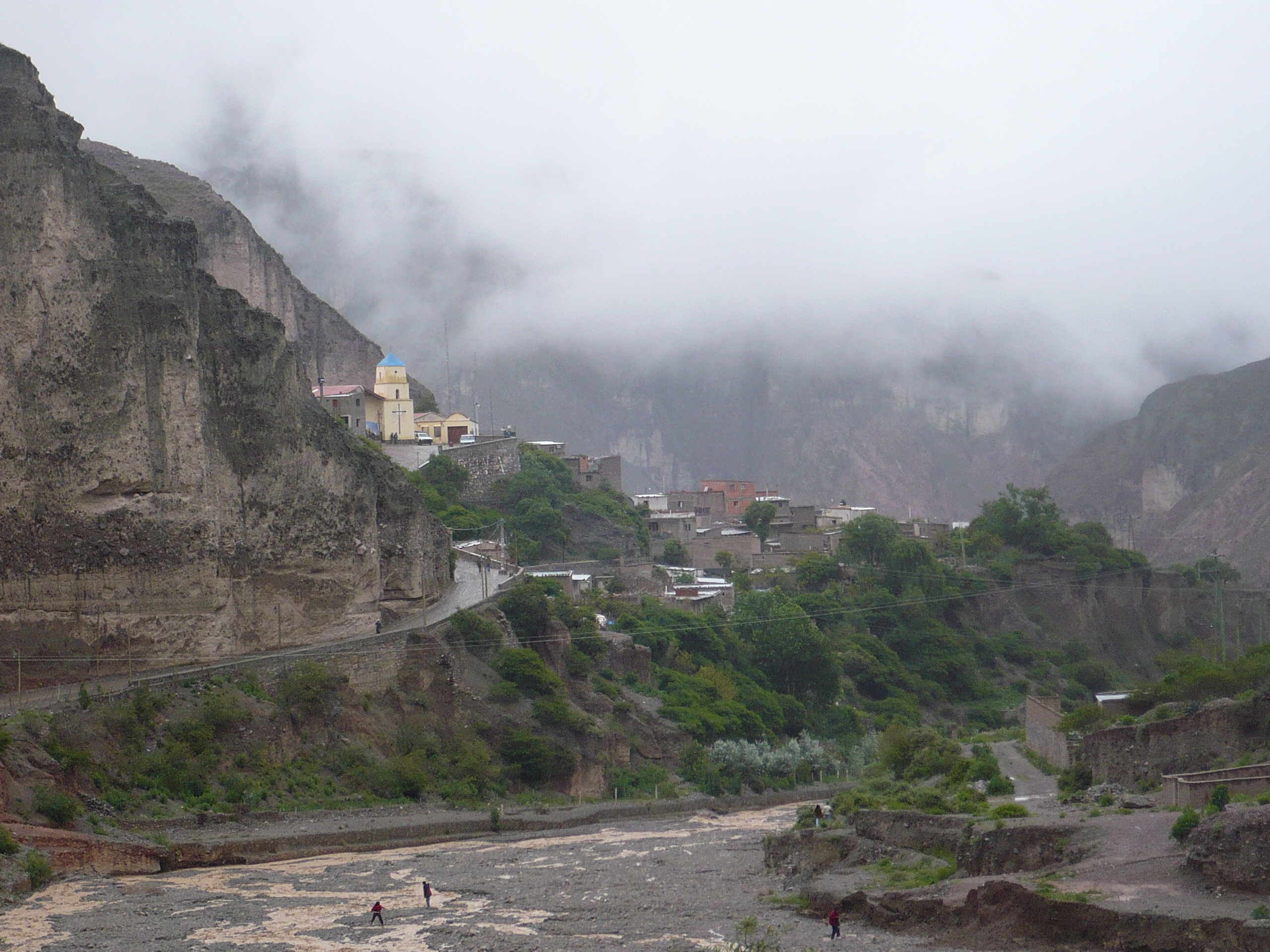
伊魯亞

伊魯亞（西班牙語：Iruya），是阿根廷的城鎮，位於該國西北部薩爾塔省，是伊魯亞縣的首府，距離薩爾塔307公里，始建於1542年，海拔高度2,780米，該地區的地震活動頻繁和低強度，2001年人口1,070。
22°47′30″S 65°12′59″W / 22.791585°S 65.216361°W